# Великая Михайловка
Вели́кая Миха́йловка (укр. Велика Михайлівка) — посёлок, административный центр Великомихайловской поселковой общины в Раздельнянском районе Одесской области Украины.
До 17 июля 2020 года был административным центром Великомихайловского района, который был ликвидирован.

## История
В ходе Великой Отечественной войны в 1941—1944 годы селение находилось под немецко-румынской оккупацией.
В 1945 г. Указом ПВС УССР село Гросулово переименовано в Великую Михайловку.
В 1971 году здесь действовали маслодельный завод, винодельческий завод, пенькообрабатывающий завод и пищевой комбинат.
В январе 1989 года численность населения составляла 6 235 человек.
В июле 1995 года Кабинет министров Украины утвердил решение о приватизации находившегося здесь предприятия по материально-техническому обеспечению.

## Транспорт
Находится в 17 км от ж.-д. станции Весёлый Кут (на линии Раздельная — Слободка) Одесской железной дороги.